# Waldhütte (Zell im Fichtelgebirge)
Waldhütte ist ein Gemeindeteil des Marktes Zell im Fichtelgebirge im Landkreis Hof (Oberfranken, Bayern). Waldhütte liegt in der Gemarkung Zell.

## Geografie
Der Weiler bildet mit Zell im Nordwesten eine geschlossene Siedlung. Im Osten grenzt der Sparnecker Forst an.

## Geschichte
Waldhütte gehörte zur Realgemeinde Zell.
Von 1797 bis 1810 unterstand Waldhütte dem Justiz- und Kammeramt Münchberg. Infolge des Ersten Gemeindeedikts wurde der Ort dem 1812 gebildeten Steuerdistrikt Zell und der zugleich entstandenen die Ruralgemeinde Zell zugewiesen. In der Bayerischen Uraufnahme wurde der Ort als „Am Walde“ verzeichnet.

### Einwohnerentwicklung
| Jahr      | 1861   | 1871   | 1885   | 1900   | 1925   | 1950   | 1961   | 1970   | 1987  |
| Einwohner | 19     | 19     | 19     | 17     | 16     | 12     | 13     | 12     | 8     |
| Häuser    |        |        | 3      | 3      | 3      | 3      | 3      |        | 3     |
| Quelle    | [ 10 ] | [ 11 ] | [ 12 ] | [ 13 ] | [ 14 ] | [ 15 ] | [ 16 ] | [ 17 ] | [ 1 ] |

## Religion
Waldhütte ist bis heute nach St. Gallus (Zell im Fichtelgebirge) gepfarrt und evangelisch-lutherisch geprägt.